# Оганесян, Ефрем Аветисович
Ефрем Аветисович Оганесян — советский хозяйственный и политический деятель.

## Биография
Родился в 1903 году в Иране. Член КПСС.
Окончил Новочеркасскую сельскохозяйственную практическую академию имени А. А. Андреева.
В 1917—1920 гг. — рабочий пекарни у частных лиц
В 1920—1925 гг. — комсомольский организатор, инструктор ЦК ЛКСМ Армении.
В 1926—1928 гг. — заведующий политотделом национальных меньшинств Азово-Черноморского крайкома ВКП(б)
В 1931—1937 гг. — организатор сельскохозяйственного производства в Мясниковском районе Азово-Черноморского края, затем — Ростовской области.
Репрессирован, освобождён.
В 1941—1958 гг. — директор Ремонтненской МТС.
В 1958—1969 гг. — председатель правления колхоза им. XVII партконференции Ремонтненского района Ростовской области.
Избирался депутатом Верховного Совета СССР 6-го созыва. Делегат XXII съезда КПСС.
Умер в 1969 году в Ремонтненском районе Ростовской области.

## Награды
- Орден Ленина (дважды)